# 茹拉夫利涅 (沃洛季米列齊區)
51°32′26″N 25°50′46″E / 51.54056°N 25.84611°E
茹拉夫利涅（烏克蘭語：Журавлине），是烏克蘭西北部的村莊，隸屬里夫內州的瓦拉什區。該村面積15.6平方公里，海拔高度157米，2001年人口484，人口密度每平方公里31人。